# Fritz Zimmerer

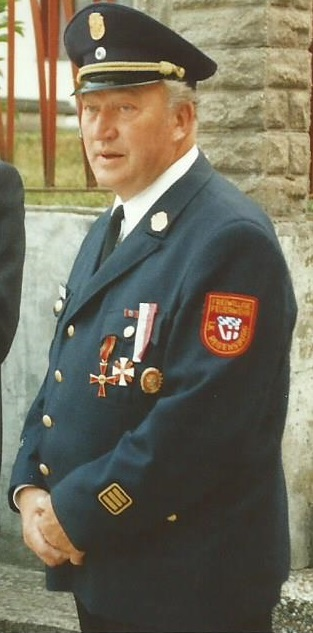
Fritz Zimmerer

Fritz Zimmerer (* 14. September 1930 in Wörth an der Donau; † 8. Januar 2013 ebenda) war ein deutscher Unternehmer, Kreisbrandinspektor und Feuerwehrfunktionär.

## Leben und Wirken
Fritz Zimmerer wurde als Sohn eines Wörther Lohnunternehmers geboren, ging in Wörth zur Schule und begann anschließend in Regensburg eine Lehre als Landmaschinenschlosser. Im Jahr 1967 übernahm er den Betrieb seines Vaters und baute ihn im Laufe der Jahre zu einem Fuhrunternehmen aus. Jahrzehnte war sein Betrieb für Bauunternehmen, die Domspitzmilch eG.  und im Winterdienst für den Landkreis Regensburg tätig.
Fritz Zimmerer hatte sein Leben dem Ehrenamt und der Feuerwehr verschrieben.

### Feuerwehr
Im Jahr 1949, im Alter von 19 Jahren, schloss sich Zimmerer der Freiwilligen Feuerwehr Wörth an der Donau an. Dort fungierte er von 1955 bis 1966 als stellvertretender Kommandant. Im Jahr 1966 wurde er zum Brandmeister ernannt und zum Feuerwehrkommandanten gewählt. Dieses Ehrenamt übte er bis 1978 aus und baute die Wörther Feuerwehr zu einer modern ausgestatteten Wehr aus. Im Anschluss wurde er Vorsitzender der Stützpunktfeuerwehr Wörth, einer der größten Feuerwehren im Landkreis Regensburg seit dieser Zeit, und begleitete dieses Amt bis 1995. Eines der zentralen Anliegen Zimmerers war der Feuerwehrnachwuchs in der Jugendfeuerwehr und dessen Ausbildung sowie die kontinuierliche Weiterentwicklung der Wörther Feuerwehr zu einer schlagkräftigen, Tag und Nacht einsatzbereiten Einrichtung sowohl für die Brandbekämpfung, wie auch für technische Hilfeleistungen. Im Jahr 1976 war er maßgeblich an der Planung und am Bau des modernen Feuerwehrhauses in Wörth beteiligt. 1990 wurden die Leistungen von Zimmerer durch die Freiwillige Feuerwehr Wörth an der Donau mit der Ernennung zum Ehrenkommandanten geehrt.
1981 wurde Fritz Zimmerer, nachdem er bereits von 1970 bis 1972 als Kreisbrandmeister und stellvertretender Kreisbrandinspektor und von 1972 bis 1981 als Kreisbrandinspektor im Kreisfeuerwehrverband Regensburg fungierte, zum ersten Stellvertreter des Kreisbrandrats ernannt und übte dieses Amt bis zum Jahr 1990 aus. Hier leitete er große Feuerwehreinsätze überregional, wurde für feuerwehrtechnische Aufgaben und Sonderaufgaben eingesetzt und betreute 60 Freiwillige Feuerwehren im Landkreis Regensburg. Seit 1977 war er bereits als Schiedsrichter für Leistungsprüfungen der Feuerwehren tätig. Nach Beendigung seines aktiven Dienstes infolge Erreichung der Altersgrenze wurde das Wirken Zimmerers mit der Ernennung zum Ehrenkreisbrandinspektor gewürdigt.
Die Nachkriegsgeschichte der Freiwilligen Feuerwehr Wörth ist eng mit Fritz Zimmerer verbunden und das heute modern ausgestattete und leistungsfähige Feuerwehrwesen in der Stadt Wörth sowie im Landkreis Regensburg geht zu einem wesentlichen Teil auf das große Engagement von Fritz Zimmerer zurück.
Zur Geschichte der Freiwilligen Feuerwehr Wörth siehe auch Wörth an der Donau#Freiwillige Feuerwehr Wörth.
Fritz Zimmerer hatte zwei Leitsprüche:
„Gott zur Ehr' – dem Nächsten zur Wehr.“
„Einer für alle – alle für Einen.“

### Kommunalpolitik und kirchliches Engagement
Zeitgleich, von 1971 bis 1990 war Fritz Zimmerer als Stadtrat tätig. Hier setzte er sich u. a. für die Belange der Wörther Ortsfeuerwehren ein. Zimmerer war zudem jahrelang Mitglied im Verbandrat der Verwaltungsgemeinschaft Wörth an der Donau, des Wasserzweckverbandes Eichelberggruppe, Friedhofsverwalter sowie Mitglied der Pfarrer-Freimuth-Stiftung Wörth, mit der er sich besonders um den Kindergarten in Wörth bemühte.

## Ehrungen
Neben zahlreichen Feuerwehrauszeichnungen und weiteren Anerkennungen erhielt Fritz Zimmerer folgende Ehrungen:
- 1988, 2. Dezember: Feuerwehr-Ehrenzeichen in Gold (I. Klasse) des Freistaates Bayern
- 1990, 9. Januar: Verleihung des Bundesverdienstkreuzes am Bande
- 1990: Ehrennadel der Deutschen Jugendfeuerwehr
- 1991: Feuerwehr-Ehrenzeichen für 40-jährigen aktiven Dienst
- 2005, 29. Dezember: Bürgermedaille der Stadt Wörth an der Donau